# Zachary Apple
Zachary Douglas Apple –conocido como Zach Apple– (Trenton, 23 de abril de 1997) es un deportista estadounidense que compite en natación, especialista en el estilo libre.
Participó en los Juegos Olímpicos de Tokio 2020, obteniendo dos medallas de oro en las pruebas de 4 × 100 m libre y 4 × 100 m estilos.
Ganó tres medallas en el Campeonato Mundial de Natación de 2019, una medalla de bronce en el Campeonato Mundial de Natación en Piscina Corta de 2021 y una medalla de oro en el Campeonato Pan-Pacífico de Natación de 2018.

## Palmarés internacional
| Juegos Olímpicos                    | Juegos Olímpicos        | Juegos Olímpicos  | Juegos Olímpicos      |
| Año                                 | Lugar                   | Medalla           | Prueba                |
| ----------------------------------- | ----------------------- | ----------------- | --------------------- |
| 2020                                | Tokio (Japón)           | Medalla de oro    | 4 × 100 m libre       |
| 2020                                | Tokio (Japón)           | Medalla de oro    | 4 × 100 m estilos     |
| Campeonato Mundial                  |                         |                   |                       |
| Año                                 | Lugar                   | Medalla           | Prueba                |
| 2019                                | Gwangju (Corea del Sur) | Medalla de oro    | 4 × 100 m libre       |
| 2019                                | Gwangju (Corea del Sur) | Medalla de oro    | 4 × 100 m libre mixto |
| 2019                                | Gwangju (Corea del Sur) | Medalla de bronce | 4 × 100 m libre       |
| Campeonato Mundial en Piscina Corta |                         |                   |                       |
| Año                                 | Lugar                   | Medalla           | Prueba                |
| 2021                                | Abu Dabi (EAU)          | Medalla de bronce | 4 × 100 m libre       |
| Campeonato Pan-Pacífico             |                         |                   |                       |
| Año                                 | Lugar                   | Medalla           | Prueba                |
| 2018                                | Tokio (Japón)           | Medalla de oro    | 4 × 200 m libre       |